# .45-90 Sharps
.45-90 Sharps набій з димним порохом представлений в 1877 компанією Sharps Rifle Manufacturing Company. Він також відомий під назвою .45 2 4/10. Набій розробили для полювання та спортивної стрільбі на великі відстані. Зараз його використовують у змаганнях Black Powder Cartridge Rifle.Хоча використовувалися кулі різної ваги, типовий заряд набою .45-90 важив 5,8 г (димний порох) з кулею вагою 26 г. Такий заряд давав дулову швидкість 400 м/с.== .45-90 Express ==Набій .45-90 Express є сучасною адаптацією набою .45-90 Sharps, який має таку саму гільзу довжиною 2.4 дюйми, але заряд складається з бездимного пороху з тиском до 45000 psi. При стрільбі зі зброю зі стволом довжиною 26-дюймів набоєм .45-90 Express дає дулову швидкість 5694 Дж. Багато сучасних однозарядних або переламних гвинтівок під набій .45-70 професійних зброяр може легко переробити під набій .45-90 Express. Серед таких гвинтівок є Ruger No. 1, New England Firearms Buffalo Classic та Pedersoli Kodiak  Mark IV. При використанні набою в сучасній магазинній зброї, такій як перероблені Marlin 1895, Enfield або Winchester 1886 загальна довжина набою .45-90 Express повинна становити не менше 2,85 дюйми для правильної роботи автоматики.Набій .45-90 Express добре підходить для полювання на великих хижаків в тому числі левів, гризлі та полярних ведмедів, а також на лосів, чорних буйволів, бізонів та оленів. Хоча його можна вважати надмірним для такого використання набій .45-90 Express дуже ефективний для полювання на оленів is very effective for deer hunting.== Див. також ==* Перелік гвинтівкових набоїв== Примітки ==
1. ↑  Venturino, Mike. An Enduring Sport Combining Skill With Rifle, Bullet And Loading Press. Guns Magazine. Архів оригіналу за 18 січня 2015. Процитовано 18 січня 2015. [Архівовано 2015-01-18 у Wayback Machine.]

 1. The Complete Blackpowder Handbook, 3rd Edition by Sam Fadala, Krause Publishing, 1996, P. 247